# تعرية ساحلية

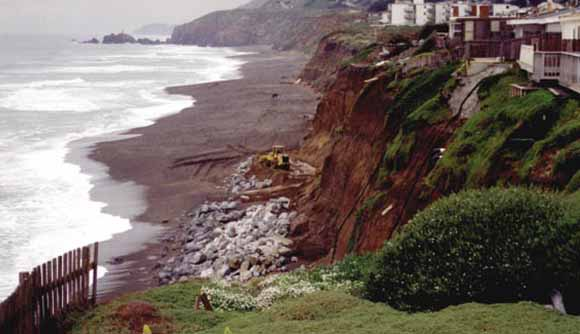
جرف سقطت منه صخور بعد عواصف مدمرة

التعرية الساحلية أو التعرية البحرية هي اهتراء أرضه أو زوال شاطئه بسبب الأمواج والمد والجزر والتصريف والحمل وغير ذلك. تتميز التعرية البحرية عن غيرها من أنماط التعرية بخصائص يمكن تلخيصها في النقاط التالية:
1. يتركز فعل البحر في نطاقات معلومة محدودة. ذلك أن امتداد خط الساحل يقرر المساحة التي تطولها الأمواج وتؤثر فيها، ومن ثم فكلما ازداد تسنن الساحل، زاد طوله، وبالتالي ازداد مجال فعل الأمواج. كما أن تأثير الأمواج رأسياً محدود أيضاً، فهو لا يزيد كثيراً عن أقصى ارتفاع تصله مياه المد العالي كما أنه محدود العمق عن أدنى حد تبلغه مياه الجزر الواطئ.
2. الأشكال التي تنشئها التعرية البحرية سريعة التغير نسبياً. فمعظم البلاجات والشواطئ لا تبقى على حالها إلا مدة قصيرة، ذلك أن تذبذب حركة المد والجزر والرياح والأمواج التي تنشئها وتشكلها، ما تلبث أن تهدمها أو تعدل من شكلها. كذلك الجروف، يصيبها التساقط والانزلاق وبالتالي التغير الشديد، خصوصاً إذا كانت مكونة من صخور هشة مفككة.

ويعتبر تراجع الجروف والتعرية الساحلية من الأمور الخطيرة التي تهم الأقطار الساحلية، خصوصاً إذا ما كانت تلك النطاقات منتجة ومعمورة. ورغم أن عملية تكوين الألسنة والخطاطيف والحواجز والشطوط تتم ببطء نسبياً، فلا ترى ولا تحس كانهيار الجروف والتعرية الساحلة، فإنها تتم في عدة عقود قد لا تزيد كثيراً على قرن واحد من الزمان.
1. يتلقى نطاق الساحل نتاج التعرية البحرية من الرواسب كما ترد إليه رواسب عوامل التعرية الأخرى، كالرواسب النهرية والجليدية والهوائية، لذلك نجد في النطاقات الساحلية توازناً بين أشكال النحت والإرساب، وهذا ما نفتقده في الداخل القاري الذي يتأثر بعوامل التعرية الأخرى.
2. لا يتم تشكيل الجروف وتراجعها بواسطة التعرية البحرية وحدها. صحيح أن التعرية البحرية تنحت وتفوض أسافل الجروف التي تكون في متناول فعل الأمواج مما يعين على انهيار الجزء العلوي، لكن درجة التقويض البحري عند قواعد الجروف قد تكون أقل حدة من تعرية الجروف ككل بواسطة عوامل التعرية الأخرى.
3. عمليات التعرية البحرية منظورة. وهي نشطة تقوم بعملها بسرعة تناسب إمكانيات الدارس الذي يرغب في ملاحظتها وقياسها. فمن السهل دراسة فعل الأمواج المتكسرة الهدامة، وتلك المتهادية البناءة، وملاحظة حركة المواد من الحصى البحرية والرمال وهى تتحرك فوق سطح الشاطئ صعدا نحو اليابس ونزولا لاتجاه البحر، وعلى امتداد الشاطئ مع تيار الدفع الناشئ من طبيعة حركة الأمواج.

وقبل أن ندخل في تفاصيل الدراسة الجيومورفولوجية للسواحل، يحسن بنا أن نحدد معاني بعض المفاهيم الخاصة بها. فكلمة ساحل Coast تدل على نطاق اتصال اليابس بالبحر، بينما يشمل الشاطئ Shore المساحة الواقعة بين حضيض الجروف البحرية (وهى الحوائط الصخرية المشرفة على البحر) وأدنى مستوى تصله مياه الجزر. وإذا حدث وكان الساحل سهليا يخلو من الجروف.
فإن تغبير الشاطئ يطلق حينئذ على المساحة المحصورة بين أعلى حد تصله أمواج العواصف وبين أدنى منسوب تصله مياه الجزر. أما البلاج beach فيتألف من رواسب الرمال والحصى فوق الشاطئ. ويمكن تعيين خط الساحل coastline إما بخط الجرف البحري أو الخط الذي تصل إلية أعلى أمواج العواصف.
وينقسم الشاطئ إلى نطاقين :-
الشاطئ الأمامي Fore-short ويمتد من أدنى منسوب لمياه الجزر إلى أعلى منسوب تصله موجة المد،
والشاطئ الخلفي Back-short ويمتد من أعلى منسوب تصله موجة المد إلى خط الساحل.

## العوامل التي تؤثر في تشكيل السواحل
يتوقف شكل الساحل على تفاعل عدد من العوامل نجملها فيما يلي:
أولاً: فعل الأمواج وحركة المد والجزر والتيارات البحرية. وهى جميعا تقوم بوظائف النحت والنقل والإرساب في المنطقة الساحلية.
ثانياً: طبيعة الساحل أو هامش اليابس الذي يتعرض لفعل تلك العمليات البحرية هل هو مرتفع شديد الانحدار، أو منخفض هين الانحدار ؟ هل هو مستقيم أو مسنن ؟؟ يضاف إلى ذلك خصائص تكوينه الصخري ودرجة مقاومة صخوره للتعرية، ومدى التجانس أو التفاوت في تركيبها.
ثالثاً: التغيرات التي انتابت وتنتاب المستوى النسبي لليابس والماء، والتي تعرف أحيانا بالتغيرات الموجبة والسالبة بحسب نتائجها في رفع أو خفض مستوى البحر بالنسبة للساحل.

## معرض صور

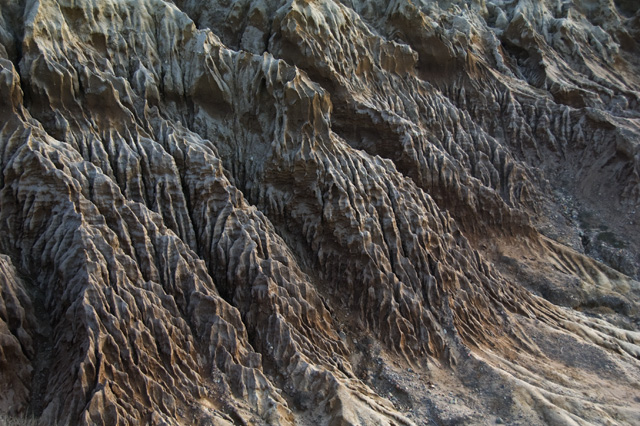
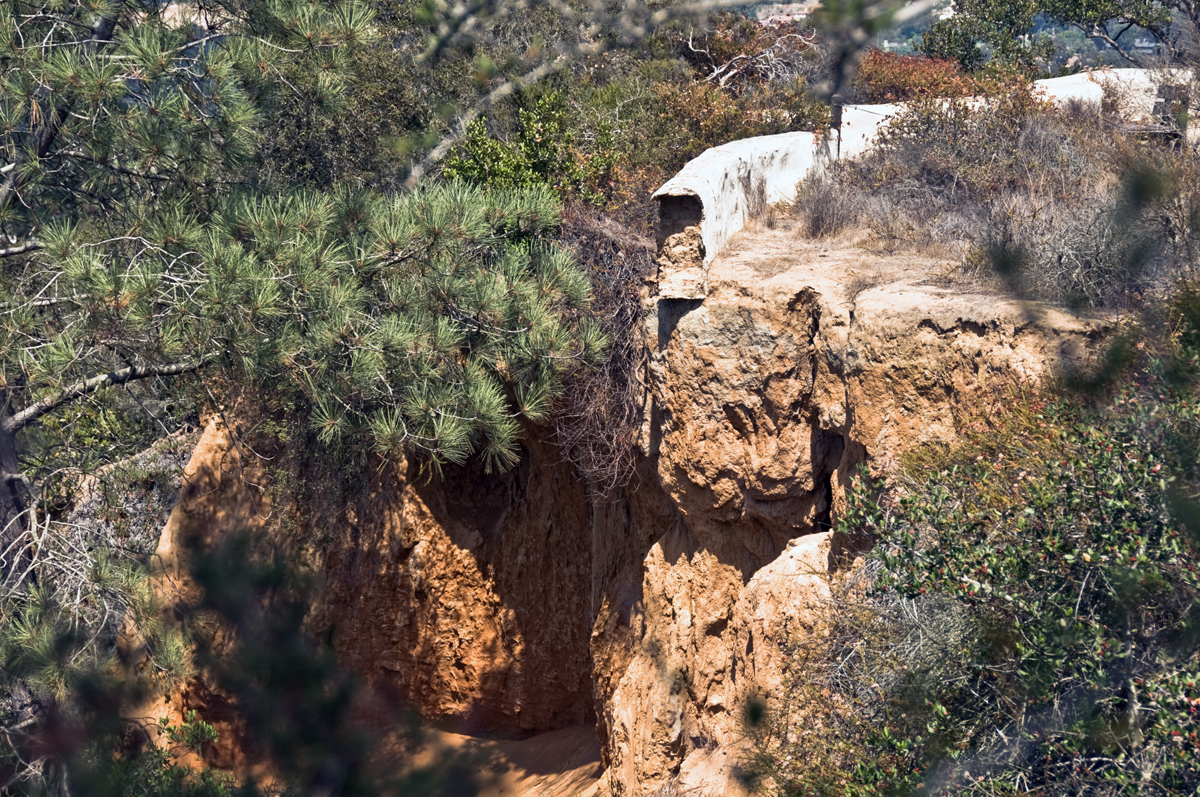
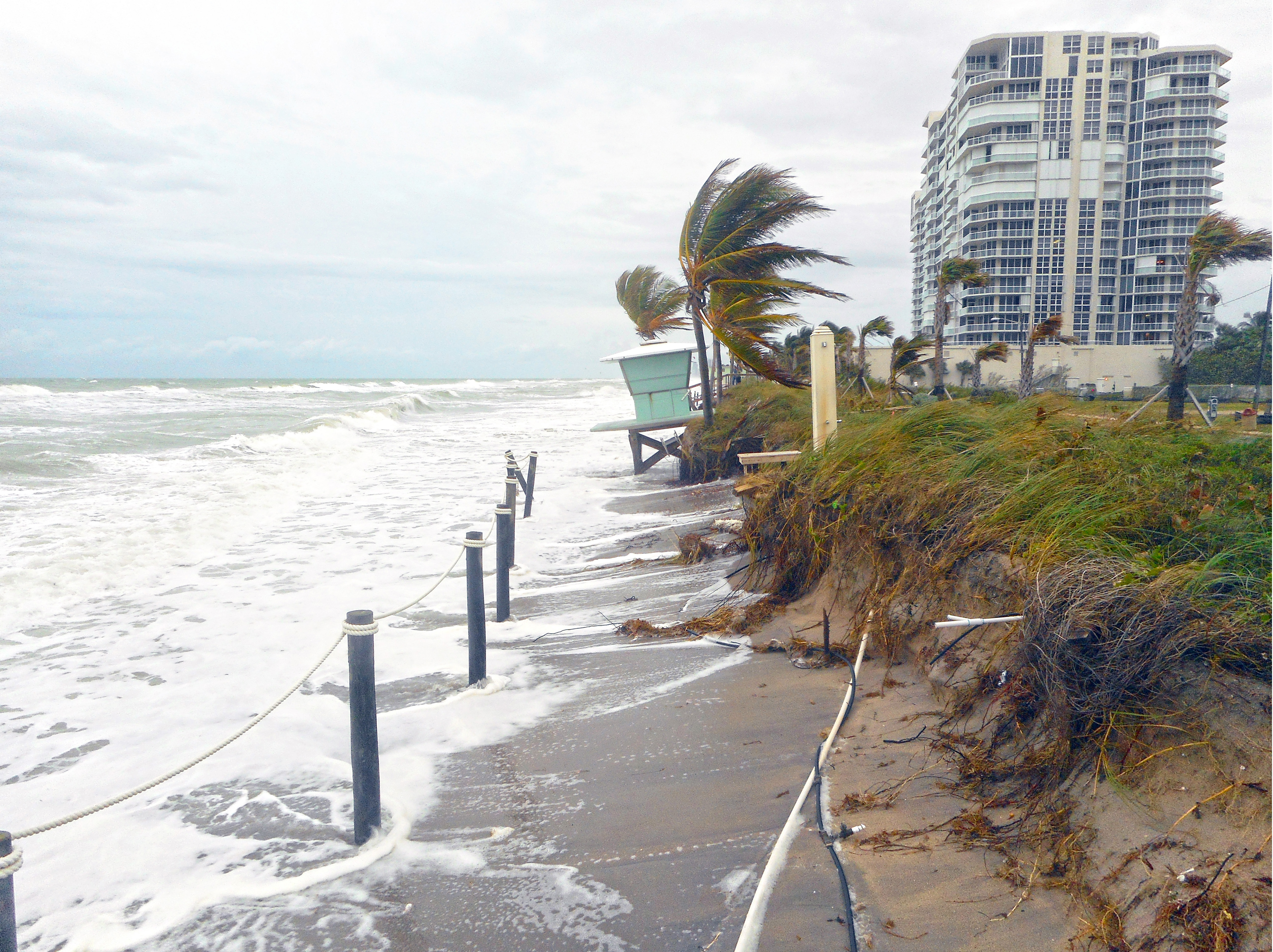
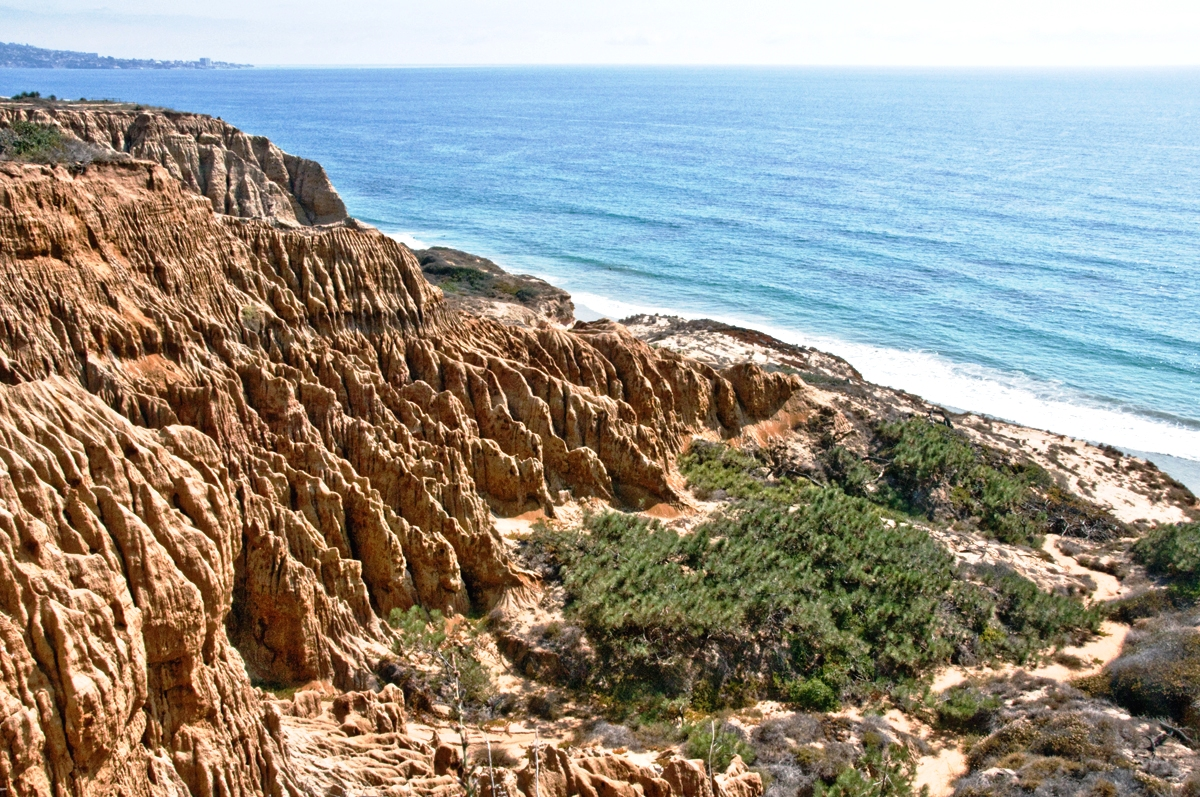